# David Kadouch
David Kadouch (Niza, 7 de diciembre de 1985) es un pianista francés.

## Trayectoria
David Kadouch comenzó a estudiar piano en el Conservatorio nacional de región de Niza con Odile Poisson. A los 14 años de edad, es admitido por unanimidad en la clase de Jacques Rouvier en el Conservatorio nacional de música de París. Después de un primer premio con honores, se unió a la clase de Dmitri Bachkirov en la Escuela Reina Sofía de Madrid, donde continúa su formación. Desarrolló sus habilidades con grandes maestros como Murray Perahia, Maurizio Pollini, Maria Joao Pires, Daniel Barenboim, Vitaly Margulis, Itzhak Perlman, Elisso Virssaladze y Emanuel Krasovsky.
A la edad de 13 años llamado por ltzhak Perlman, tocó bajo su dirección en el Metropolitan Hall de Nueva York.
A los 14 años actuó en el Conservatorio Tchaikovsky de Moscú y en 2008, en el Carnegie Hall en Nueva York con Itzhak Perlman en el Quinteto para piano de Schumann.
Fue finalista de "el Concurso Beethoven de Bonn en 2005, fue invitado a las academias de Salzburgo y Verbier (Premio Honorífico en 2009), y finalista del Concurso Internacional de Piano de Leeds en el 2009.
Desde 2007, es un becado de la ADAMI y la Fundación Natexis Banques Populaires.
David Kadouch ha sido invitado por los principales festivales como el Festival de música contemporánea de Lucerna, bajo la dirección de Pierre Boulez, el Klavier-Festival de la cuenca del Ruhr, Gstaad, Montreux, Verbier, Santander, Jerusalén, Deauville, La Roque-d'Anthéron, la Folles Journées en Tokio, Piano aux Jacobins en Toulouse, y de China, así como a la Tonhalle de Zúrich y el Auditorio del Louvre en París. 
También interpreta música de cámara con Renaud y Gautier Capuçon, Nikolaj Znaider, Antoine Tamestit, Frans Helmerson, así como con los cuartetos de cuerda Ebène, Modigliani, Quiroga, y Ardeo.
En la temporada 2010-2011, David Kadouch hizo su recital de debut en Nueva York, con la Orquesta de la Tonhalle de Zúrich y David Zinman (Beethoven, Concierto n° 5, Emperador). También actuó con la Orquesta Filarmónica de Monte-Carlo y Frans Brüggen, la Orquesta Nacional de Lille y la Orquesta de la Fundación Gulbenkian, con Jean-Claude Casadesus, laOrquesta Filarmónica de Estrasburgo y Marc Albrecht, la Halle Orchestra y Robin Ticciati, etc. Da conciertos en París, Burdeos, Toulouse, Reims, Madrid, Elmau, Múnich, en el Festival de Schwetzinger, La Roque d'Anthéron, y estuvo de gira en Japón.
En la temporada 2011-2012, actuó con la Filarmónica de Israel, la Orquesta Filarmónica de Frankfurt y dio recitales en París, Aviñón, Lyon, Toulouse, Lucerna, Munich, Lisboa, así como en las Folles Journées en Nantes y en los festivales de Colmar, Montpellier, Nohant, Saint Denis, La Grange de Meslay, Verbier...
Después ha actuado con la Orquesta de Marsella y Lawrence Foster, la Orquesta de Cannes y Quentin Hindley, la Musikalische Akademie NTO de Mannheim con Maxime Pascal, la Filarmónica de Brusellas y Nicolas Collon. Participa en Proyecto Bach en Pleyel junto a Martha Argerich.
Entre las actuaciones más destacadas de la temporada 2016/2017 están las siguientes: la Musikalische Akademie NTO de Mannheim (Chopin 2) con Maxime Pascal, Münchner Symphoniker (Totentanz, Liszt) con Kevin John Edusei, Orquesta Sinfónica de Göttinga (Bartok 3) y Orquesta de Bilkent (Ravel en sol y Ravel para la mano izquierda) con Christoph-Mathias Mueller, Huntsville (Bartok 3) con Gregory Vajda. También interpreta recitales en solitario en Bruselas, Nimes, París y a dúo con Renaud Capuçon en Hohenems y en Saint-Denis con Edgar Moreau.
En 2007 Kadouch grabó el Concierto "Emperador" de Beethoven durante un concierto público en la sala de la Filarmónica de Colonia (Naxos). 
En 2010 publicó la grabación completa de los Preludios de Shostakovich (TransartLive).
En 2011 se publicó un disco de Schumann con el Concierto sin orquesta y el Quinteto para piano Op. 44, con el Cuarteto Ardeo (Decca/Universal).
En 2012 publicó un disco de música rusa con los Cuadros de una exposición de Músorgski, la Sonata de Medtner y el Preludio y fuga de Tanéyev (Mirare).
Daniel Barenboim le eligió para participar en la grabación del DVD Barenboim on Beethoven en el Symphony Center de Chicago (difusión en todo el mundo) y para la emisión de Té o Café que Francia 2 le ha dedicado. Le invitó a reemplazar a Murray Perahia en Jerusalén, y recientemente para sustituir a Lang Lang en Ramallah, Palestina. Arte le ha seguido en esta ocasión (documental emitido en " Maestro ").
David Kadouch fue «Révélation Jeune Talent» de las Victoires de la musique 2010 , y "Joven Artista del Año" en los Premios de la Música Clásica de 2011.

## Discografía selecta
- Beethoven: Concierto para piano n.º 5 "Emperador" (Naxos)
- Shostakóvich: Grabación completa de los Preludios (TransartLive)
- Músorgski - Medtner - Tanéyev (Mirage)
- Schumann (Decca)
- Barenboim on Beethoven (DVD). Producido por Daniel Barenboim, quien lo invitó a reemplazar a Murray Perahia en Jerusalén, y para sustituir a Lang Lang en Ramallah.